# Cais da Alfândega (Angra do Heroísmo)

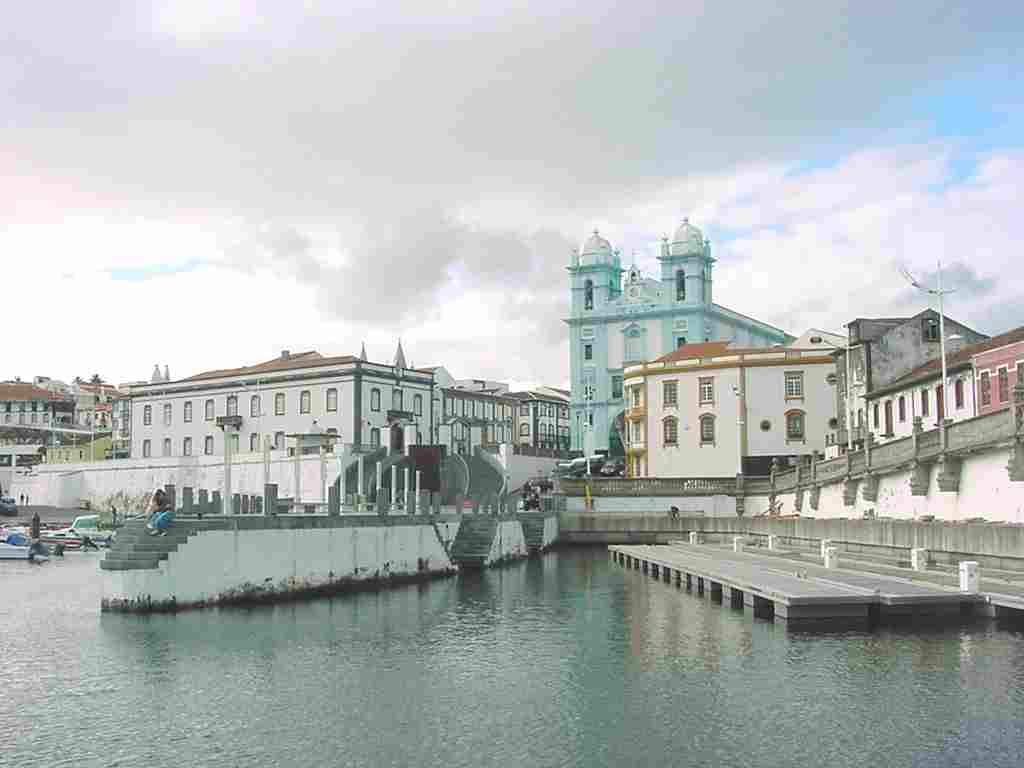
Cais da Alfândega, Angra do Heroísmo.

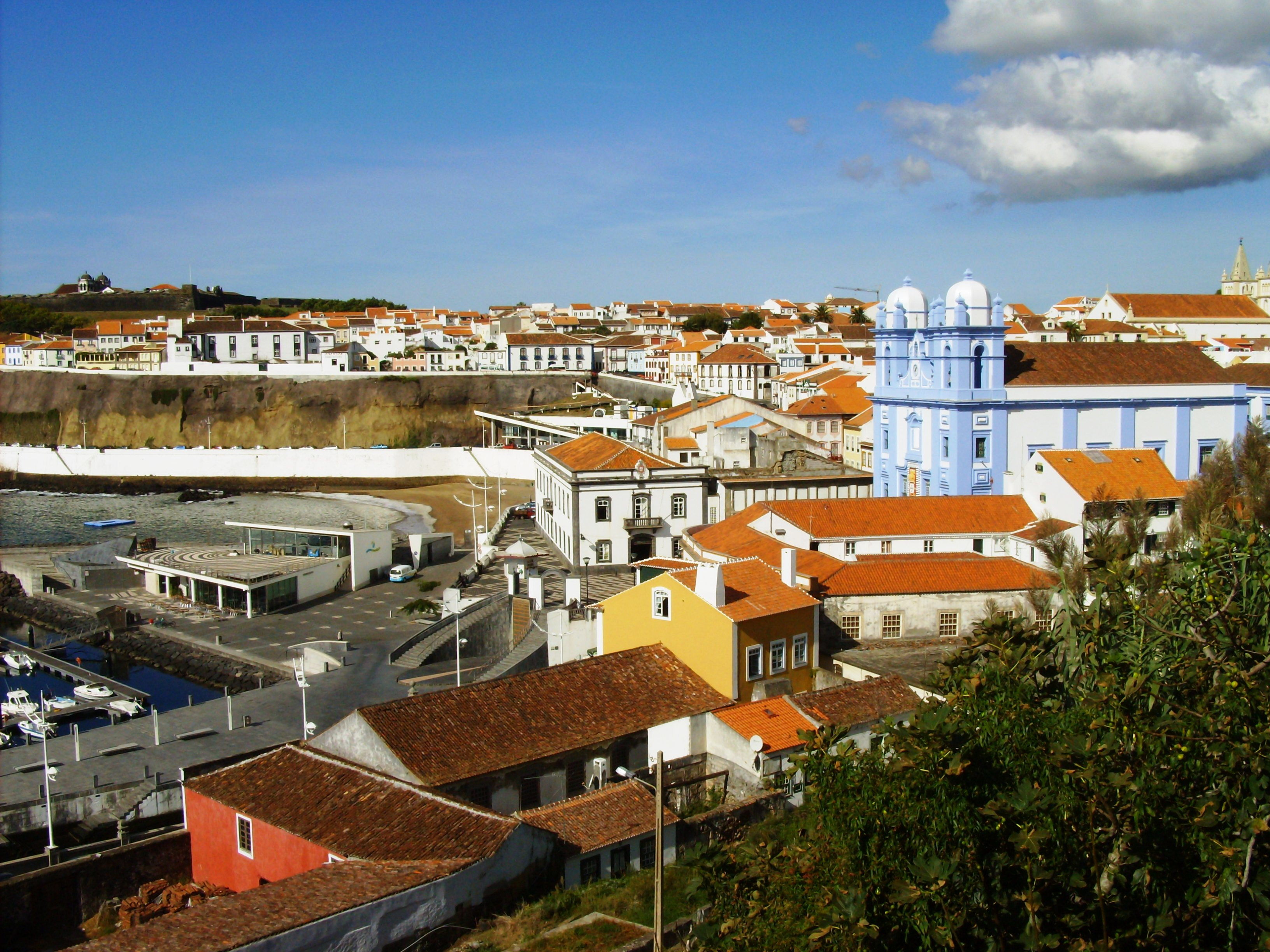
Cais da Alfândega, Angra do Heroísmo.

O antigo Cais da Alfândega localiza-se na parte Norte da baía de Angra do Heroísmo, na freguesia da Sé, em pleno centro histórico da cidade e município de Angra do Heroísmo, na Ilha Terceira, nos Açores.
O nome do cais deriva de se encontrar junto à Alfândega de Angra do Heroísmo, edifício incluído na classificação do núcleo urbano da cidade de Angra do Heroísmo.

## História
Constitui-se no mais antigo cais da cidade de Angra, estabelecido pouco depois da chegada dos primeiros povoadores, eventualmente por volta de 1470 ou 1500, altura em que foram promovidas grandes obras por determinação de Álvaro Martins Homem.
O cais dava comunicação directa com as Portas da Cidade, via Pátio da Alfândega, o Hospital da Misericórdia (na Rua de Santo Espírito, e o edifício da Alfândega, onde eram registados e armazenados produtos e mercadorias.
Aqui aportavam as embarcações em trânsito de, e para, o Ultramar carregadas com mercadorias e variedade de riquezas.
A imagem mais antiga que se conhece mostra o cais e a principal porta da cidade, cerca de 1590.
O ancoradouro ficava junto à costa do Monte Brasil, a reparação naval era feita na "ribeira"' com acesso pela Rua de São João e, fortificada, vê-se uma porta conduzindo à Rua Direita e à cidade, ficando a nascente as bicas de água de abastecimento aos navios.
Dos 100 anos antecedentes conhece-se pouco. Primeiro foi só um cais, depois a porta que teve, sobretudo, funções de garantia de cobrança dos direitos da alfândega. Esta porta foi fortificada, se bem que a grande protecção fosse dada, desde meados do século XVI, pelas fortificações á entrada da baía: Forte de São Sebastião a nascente, O Forte de São Benedito e logo depois o Forte de Santo António, a poente, mandadas fazer por recomendação do Provedor das Armadas Pero Anes do Canto.
Cerca de 1610 fizeram-se grandes reparações. A porta enobreceu-se e tudo se tornou conforme aos grandes negócios que faziam da cidade a universal escala do mar do poente.
O pátio da Alfândega, rodeando por nascente e sul por edifícios, favorecia os comerciantes que, de cima da muralha podiam ver as mercadorias em baixo no Cais da Alfandega, que era mais baixo e com outra configuração.
Esta porta durou cerca de 250 anos da vida, pois, em 1 de Novembro de 1755 o maremoto originado pelo terramoto de Lisboa, ao passar pela Baía de Angra do Heroísmo, passou acima da porta do mar e chegou à Praça Velha. No retorno arrastou consigo as estruturas da porta.
Criada a Capitania Geral dos Açores em 1766, por decreto de el-rei D. José I de Portugal e chegado a Angra o primeiro capitão-General, D. Antão de Almada, logo manda que o sargento-mor João António Júdice tire o plano de reedificação do cais, aproveitando-se o que pudesse conservar-se.
Data dessa época a segunda grande modificação da relação de Angra com o mar, ditando o aspecto geral até hoje.
Assim, já entre o barroco e o neo-clássico, surge um pátio amplo, ao nível da Rua Direita, ligado ao cais por duas largas escadarias em ferradura, rematadas em cima por duas portas com arcos de pedra. Em fundo a Igreja da Misericórdia datando de 1746.
As bicas de abastecimento dos barcos foram transferidas para um chafariz de duplas pilastras laterais, ao centro das escadarias.
A guarda ainda se mantinha, sempre mais por razões administrativas que de defesa, e a porta de acesso de viaturas ficou em frente á Rua de Santo Espírito. O cais recebe novo revestimento sendo elevado e alargado.
A porta do mar, as casas da guarda e tudo o que fizera aquele lugar é enterrado debaixo do entulho destinado a apoiar a nova obra.
Posteriormete, no século XIX, chegou a receber embarcações a vapor embora estas, muitas vezes, tivessem de permanecer mais afastadas do porto devido à já então fraca profundidade das suas águas, causado pelo assoreamento da baía. 
Aqui pisou pela primeira vez território açoriano, a 3 de março de 1832, Pedro IV de Portugal.
Durante os anos de oitocentos uma estrada é construída junto à rocha no intuito de ligar, por baixo, as diversas portas de acesso antigo ao mar e criar um "passeio público", para quem deseje gozar a frescura do ar marítimo.
Nos finais do século XIX o pátio já é outro, as arcadas desapareceram e o cais conserva ainda dois níveis.
O chafariz ao centro fora substituído por outro, encimado por frontão triangular.
A partir de 1930 o cais, nivelado, perde pouco a pouco o seu uso tradicional, ficando reservado ao movimento das lanchas de passageiros entre os navios ancorados e terra.
A água de abastecimento aos barcos, que ali correra desde os primórdios, é fechada.
Em dezembro de 1996, no âmbito das obras de remodelação do sistema de recolha das águas residuais da cidade, foram identificadas antigas infra-estruturas da primitiva cidade de Angra, como por exemplo os vestígios de uma fortificação abaluartada, os de uma complexa rede de águas e esgotos e três níveis de escadarias e de pátios, soterrados pela acumulação de materiais ao longo de cinco séculos.

## Galeria

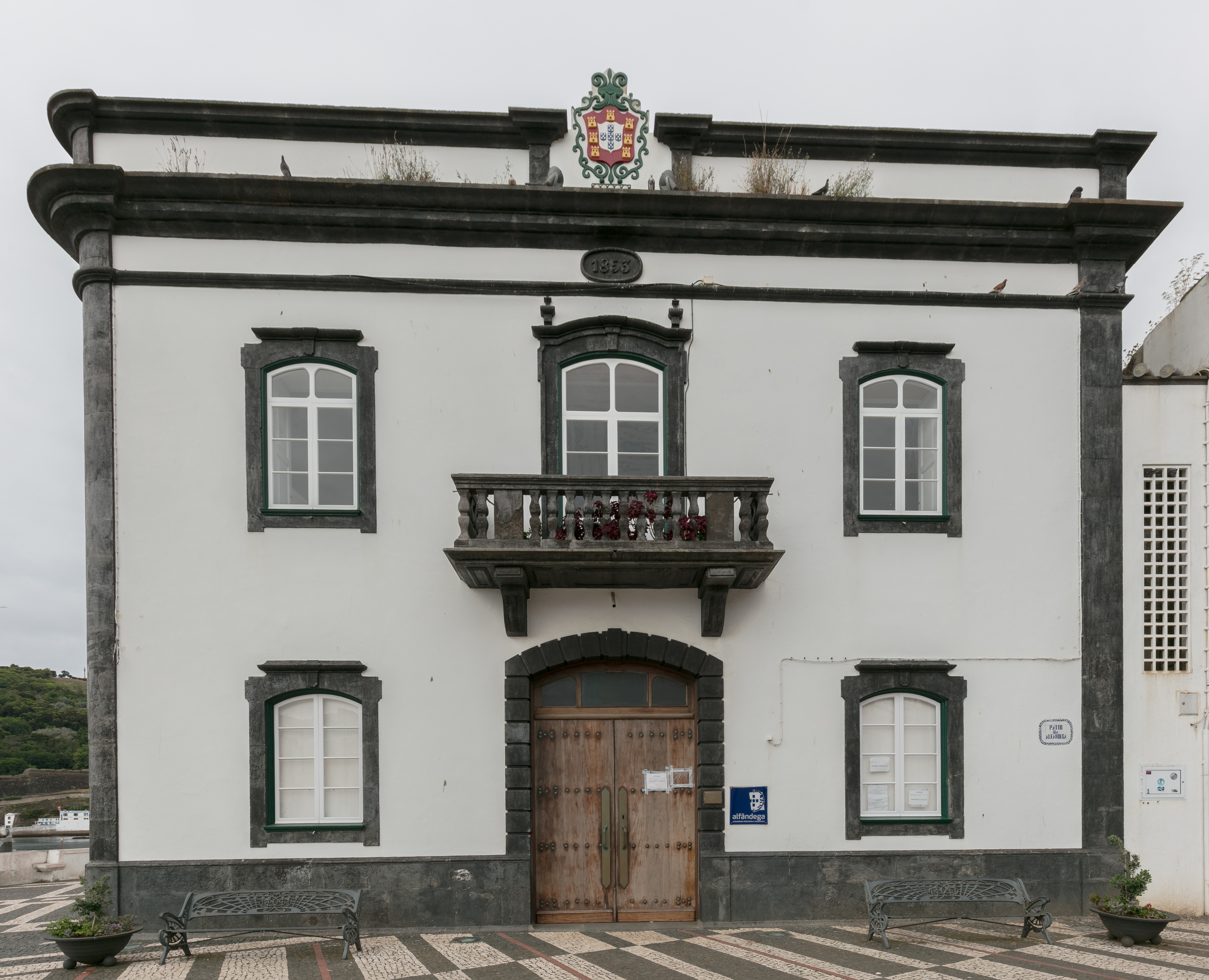
Edifício da antiga Alfândega.
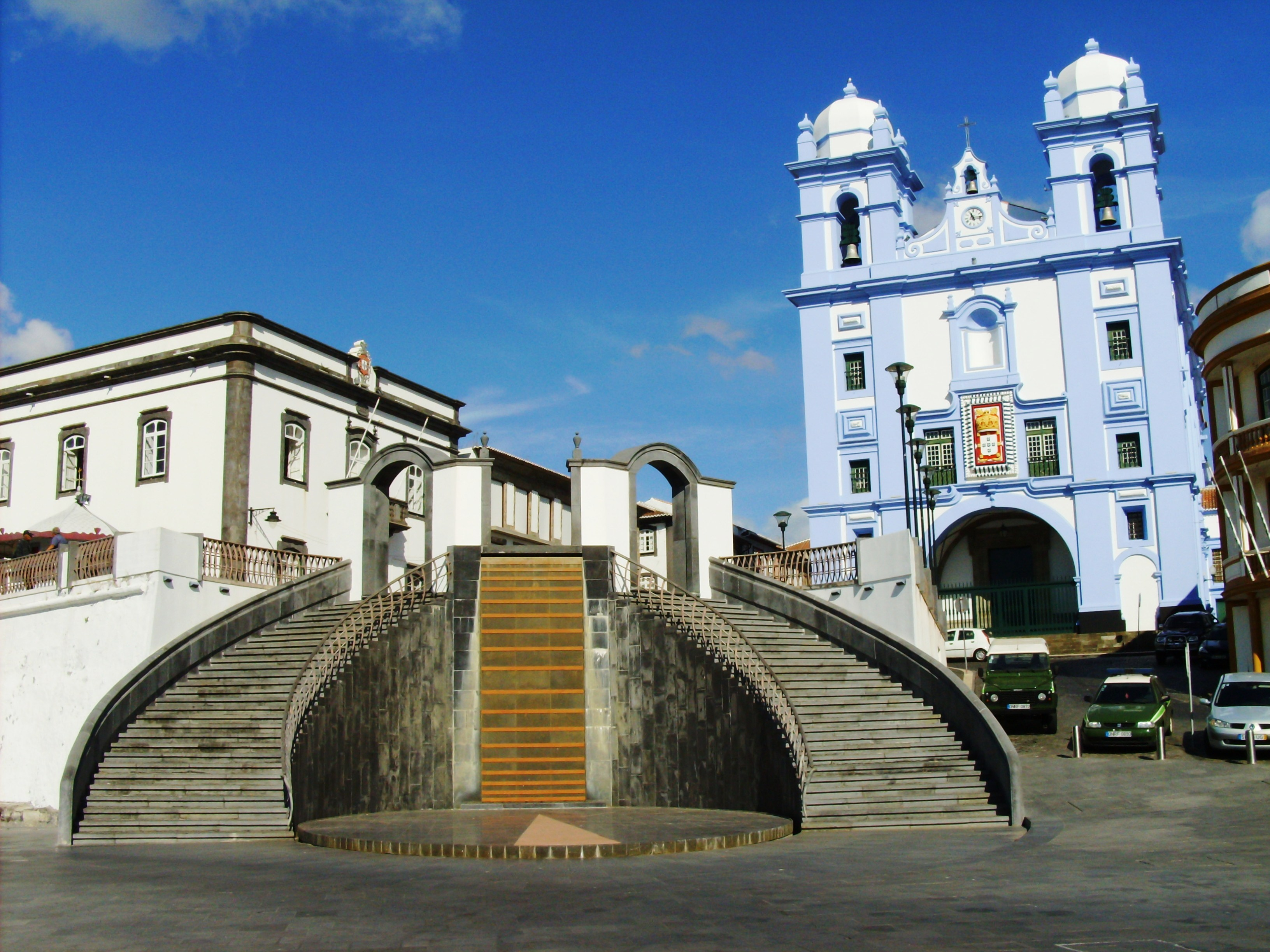
Portas da Cidade; ao fundo, à direita, a Igreja da Misericórdia.
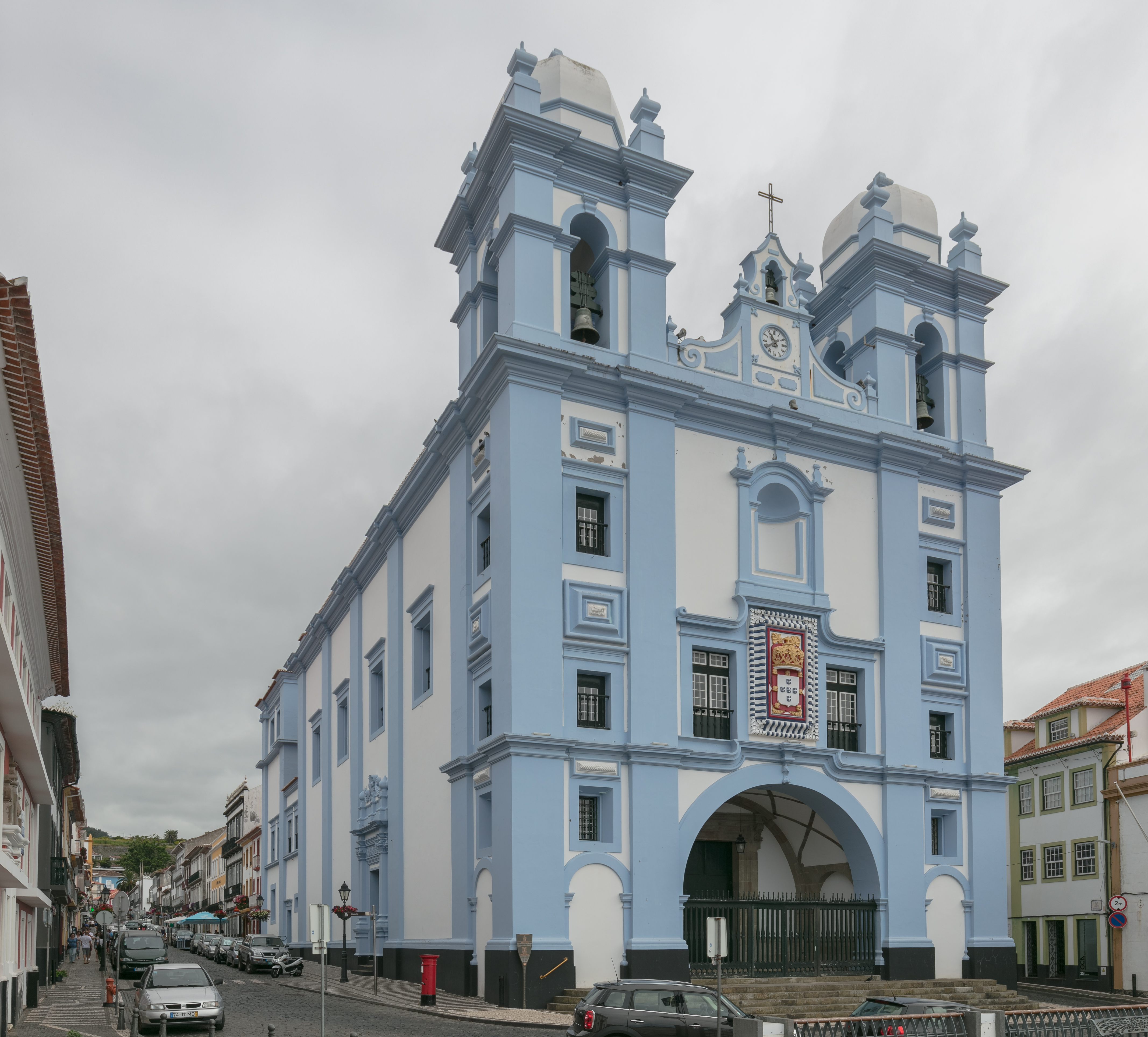
Igreja da Misericórdia.
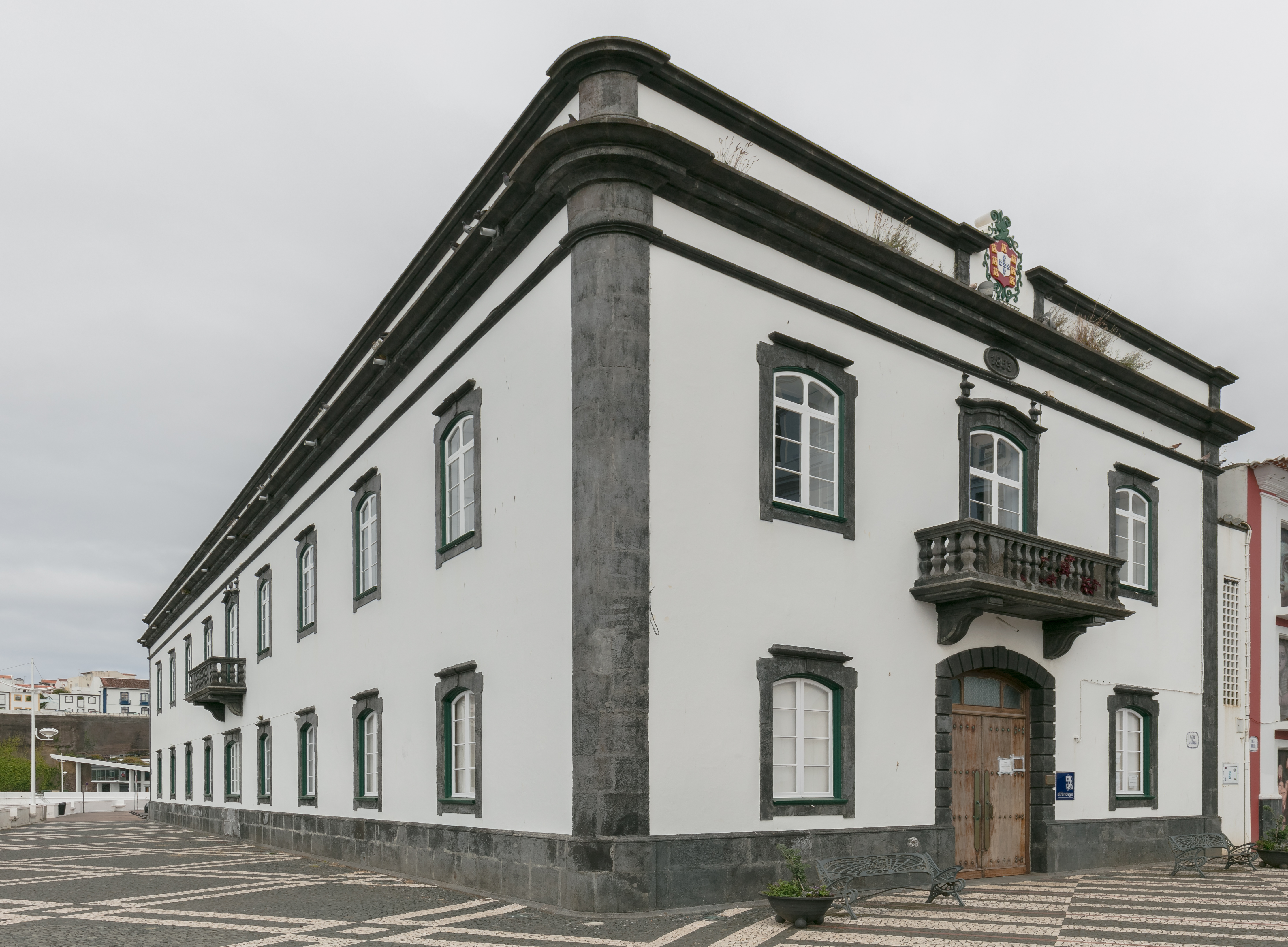
Antiga Alfândega.
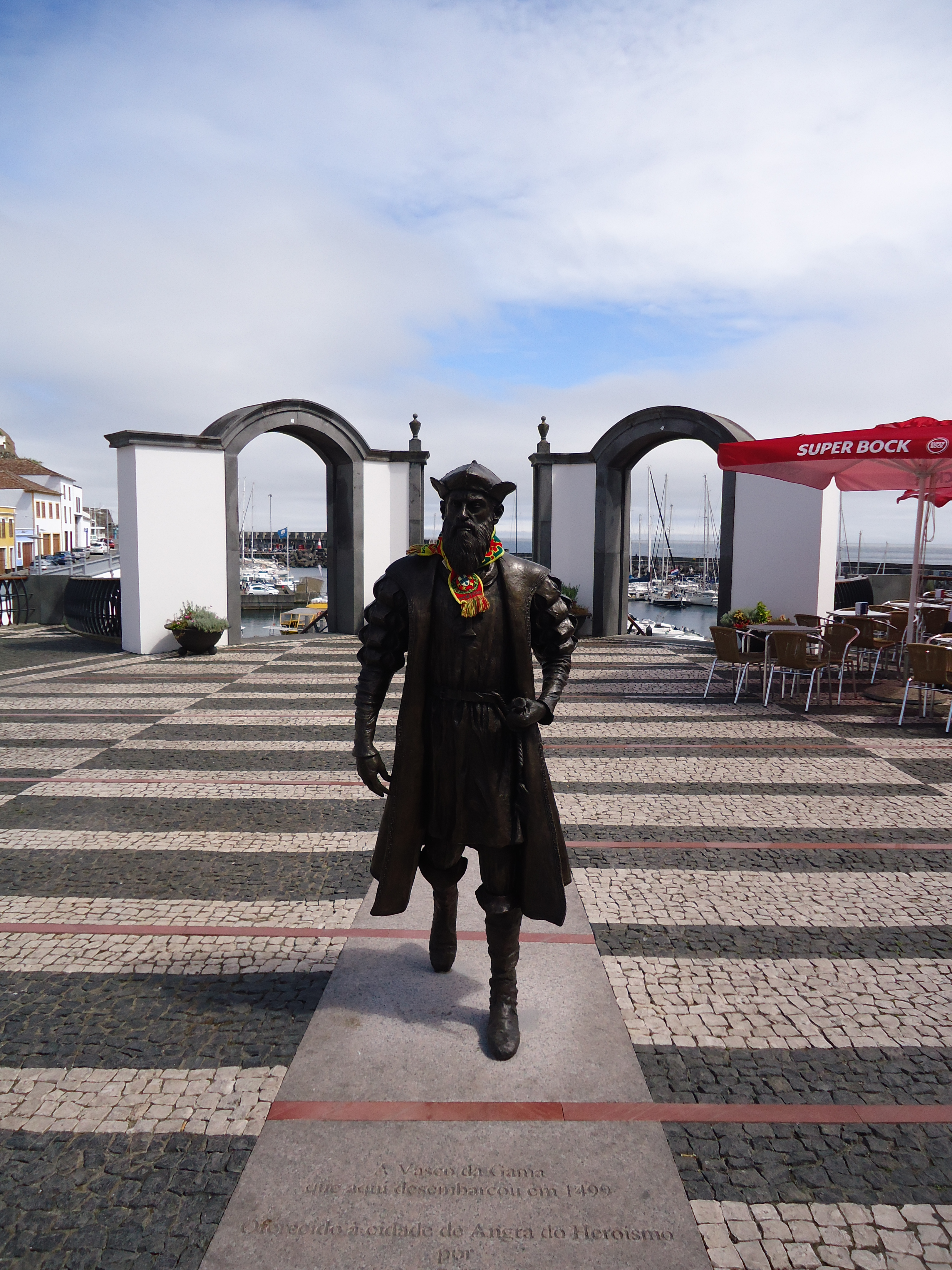
Homenagem a Vasco da Gama.